# Nannophyopsis chalcosoma
Nannophyopsis chalcosoma är en trollsländeart som beskrevs av Maurits Anne Lieftinck 1935. Nannophyopsis chalcosoma ingår i släktet Nannophyopsis och familjen segeltrollsländor. Inga underarter finns listade i Catalogue of Life.